# Операция Silent Storm: Часовые
Операция Silent Storm: Часовые (англ. Silent Storm: Sentinels) — пошаговая тактическая ролевая компьютерная игра, самостоятельное дополнение к игре Операция Silent Storm, разработанное компанией Nival Interactive и выпущенное в продажу компанией 1С 23 апреля 2004 года (на Западе выпущенное в продажу компанией JoWooD Productions в августе 2004 года).

## Геймплей
В игре множество тонкостей. Игроку предстоит пройти множество локаций и мелких городов, предстоит сражаться с довольно сильным искусственным интеллектом. Врагами являются как обычные боевики Молота, так и управляемые людьми Панцеркляйны.
Персонажи игрока имеют системы развития навыков и характеристик, которые зависят от класса персонажа. Большинство объектов на картах разрушаемы. Имеется возможность стрельбы в определённые части тела. Люди могут получать различные эффекты в ходе действия (ранения, применение химических веществ).

## Сюжет
Сюжет игры развивается по окончании Второй мировой, где новая организация «Часовые» борется с остатками «Молота Тора». В организацию «Часовых» входят некоторые персонажи с обеих сторон игры Операция Silent Storm.